# Agrégat amiboïde à olivine
Pour les articles homonymes, voir Amiboïde.
Les agrégats amiboïdes à olivine (AAO, ou bien AOA pour l'anglais amoeboid olivine aggregate) sont des agrégats de cristaux de minéraux réfractaires (dont de l'olivine, généralement majoritaire) qu'on trouve en enclave dans la plupart des chondrites carbonées (les météorites les plus primitives). Ils ont une forme arrondie mais généralement irrégulière, rappelant la forme des amibes.

## Typologie
Les AAO sont le type le plus courant d'enclaves réfractaires dans les chondrites carbonées des groupes CM, CR, CH, CV et CO, ainsi que dans les chondrites carbonées non groupées Acfer 094 et Adélaïde.
Un seul AAO a été trouvé dans la chondrite carbonée Hammadah al Hamra 237 (groupe CBb), et aucun dans les chondrites carbonées Bencubbin, Gujba et Weatherford (groupe CBa).

## Minéralogie et texture
Les AAO des chondrites carbonées non altérées ni métamorphisées sont constitués de forstérite (olivine avec Fa < 2), d'un alliage fer-nickel (Ni = 5-12 %pds) et de CAI, elles-mêmes composées de diopside alumineuse, de spinelle, d’anorthite et, très rarement, de mélilite. Dans environ 10 % des AAO, la forstérite est remplacée par un pyroxène subcalcique (c'est-à-dire à faible teneur en calcium, proche de l'enstatite).
Les AAO des chondrites carbonées primitives (chondrites carbonées des groupes CH et CO3.0, et chondrites carbonées C2 non groupées Acfer 094 et Adélaïde) ne montrent pas d'altération ni de métamorphisme thermique. Ceux des chondrites CR, CM, CO3.1-3.7 et CV contiennent des minéraux secondaires semblables à ceux des chondres, des CAI et de la matrice des météorites hôtes : phyllosilicates, magnétite, carbonates, néphéline, sodalite, grossulaire, wollastonite, hédenbergite, andradite et olivine riche en fayalite.
La minéralogie et la texture des AAO ressemblent à celles des bordures d'accrétion riches en forstérite qui entourent différents types de CAI dans les chondrites carbonées des groupes CV et CR (texture compacte et duveteuse, type A ; texture à grain fin, type B ; texture à spinelles abondants).

## Géochimie
La forstérite et le spinelle des AAO et des bordures d'accrétion riches en forstérite sont toujours riches en oxygène 16 (δ17O et δ18O de l'ordre de −40 à −50). En revanche la mélilite, l'anorthite et, occasionnellement, le diopside peuvent être, soit riches en 16O comme les deux minéraux précédents, soit appauvris à des degrés divers. Le pyroxène subcalcique peut être, soit riche (δ17O et δ18O de l'ordre de −40), soit pauvre (δ17O et δ18O proches de 0).
La plupart des AAO des chondrites carbonées du groupe CV montrent des profils de terres rares légèrement enrichis (d'un facteur 2 à 10) mais non fractionnés, par rapport aux chondrites carbonées du groupe CI.
Les rapports initiaux (26Al/27Al)0 des AAO de Y-81020 (une chondrite carbonée du groupe CO3.0) sont proches de la valeur canonique de 4-5 × 10−5.

## Origine et évolution
Les AAO et les bordures d'accrétion riches en forstérite ont dû se former par l'agrégation des premiers condensats de la nébuleuse solaire (forstérite, fer-nickel et CAI) au sein d'un gaz riche en oxygène 16. Certaines CAI ont été fondues avant l'agrégation et ont développé des bordures de Wark et Lovering. Avant et probablement aussi après l'agrégation, la mélilite et le spinelle des CAI ont réagi avec le monoxyde de silicium SiO et le magnésium Mg du gaz enrichi en 16O pour former du diopside alumineux et de l'anorthite. La forstérite de certains AAO a réagi avec SiO enrichi en 16O pour former du pyroxène subcalcique. Certains autres AAO ont ensuite été réchauffés et fondus à des degrés divers au sein d'un gaz pauvre en 16O, probablement pendant la formation des chondres. Les AAO fondus le plus complètement se sont rééquilibrés isotopiquement avec le gaz pauvre en 16O et ont pu être transformés en chondres magnésiens.
Les minéraux secondaires et au moins une partie du rééquilibrage isotopique de l'oxygène dans les AAO des météorites altérées et métamorphisées résultent sans doute d'une altération en présence de solutions aqueuses, après l'agrégation et la lithification des corps parents des chondrites carbonées.